# Amatola armata
Amatola armata is een hooiwagen uit de familie Triaenonychidae. De wetenschappelijke naam van Amatola armata gaat terug op Lawrence.